# Vezvār
Vezvār (persiska: وزوار) är en ort i Iran.   Den ligger i provinsen Mazandaran, i den norra delen av landet, 240 km öster om huvudstaden Teheran. Vezvār ligger 1 446 meter över havet och antalet invånare är 331.
Terrängen runt Vezvār är kuperad söderut, men norrut är den bergig. Runt Vezvār är det ganska tätbefolkat, med 72 invånare per kvadratkilometer. Närmaste större samhälle är Now Kandeh, 12,5 km norr om Vezvār. Trakten runt Vezvār består till största delen av jordbruksmark.